# Marienschule Offenbach
Die Marienschule Offenbach ist eine staatlich anerkannte, kooperative katholische Gesamtschule für Mädchen in Trägerschaft der Schulgesellschaft St. Martinus gGmbH. Die Schule besteht aus den Schulzweigen Gymnasium mit gymnasialer Oberstufe, Förderstufe (Klassen 5/6) und Realschule (Klassen 7.10). Sie laufen nebeneinander parallel und sind gegenseitig durchlässig.
In der Marienschule werden etwa 800 Schülerinnen von 70 Lehrerinnen und Lehrern unterrichtet.

## Geschichte
1928 erwarben die Englischen Fräulein das Gebäude Bieberer Straße 127, in dem 1929 ein Kindergarten eröffnet wurde. Das Lyzeum unter dem Namen „Marienschule – Haus Maria Ward“ nahm dort die ersten Schülerinnen auf.
Nach dem Zweiten Weltkrieg wurde 1953 die Marienschule Offenbach an der Ahornstraße eröffnet und an die Ursulinen übergeben. 1956 konnte erstmals im neuen Gebäude Ahornstraße 33 unterrichtet werden. In den folgenden Jahren stellte man bis 1959 den Sportplatz fertig, die Kapelle und der großräumige Schulneubau wurden eingeweiht.
1988 wurde die Schule von den Ursulinen an die Diözese Mainz übergeben; das Kloster auf dem Grundstück der Marienschule blieb jedoch bis zum Jahr 2017 das Zuhause für die verbliebenen Ursulinen.
2011 wurde das Gebäude saniert, 2016 folgte eine Sanierung der Kapelle.
2020 ging die Marienschule in die Trägerschaft der neu gegründeten Schulgesellschaft St. Martinus gGmbH über.

## Schulprofil

### MINT
Als Mädchenschule widmet sich die Marienschule besonders der Förderung in den MINT-Fächern Mathematik, Informatik, Naturwissenschaften, Technik, Mädchen profitieren von monoedukativen Gruppen besonders, weil sie ohne Vorurteile in der ihr eigenen Art lernen können.

### Musik
In der Bläserklasse und der Streicherklasse wird den Schülerinnen der Klassen 5 und 6 angeboten, im Rahmen des regulären Musikunterrichts ein Streich- oder Blasinstrument zu lernen. Als drittes wählbares Angebot gibt es die Chorklasse. Im Sinne des Schwerpunkts Musik haben die Kinder der Klassen 5 und 6 eine zusätzliche Stunde Musik in der Woche. Für das Erlernen der jeweiligen Instrumente kommen ausgebildete Instrumentallehrer in die Schule.
Im Anschluss an die Musikklassen in den Klassen 5 und 6 erhalten die Schülerinnen die Möglichkeit, ihre Fähigkeiten in der unterschiedlichen Musik-AGs weiterzuentwickeln.

### Religion
Der Marienschule ist die Vermittlung von christlichen Werten und Haltungen wichtig, die dem Menschen Orientierung geben. Dies geschieht nicht nur im Religionsunterricht, sondern in vielfältigen Situationen des Schulalltags, beim gemeinsamen Morgengebet in Schulgottesdiensten und mehrtägigen Besinnungstagen, die zumeist in christlichen Häusern stattfinden. Ein ernsthaftes Interesse an der Auseinandersetzung mit Fragen des Glaubens und der Religion ist ihr wichtig. Kirchlich sozialisierte Familien sind dabei ebenso willkommen wie solche, die sich auf der Suche befinden.
Offenheit für die Ökumene und für den interreligiösen Dialog mit den beiden anderen monotheistischen Religionen Judentum und Islam sowie gelebte Toleranz und Reflexion der eigenen religiösen Identität sind uns zentrale Anliegen. Im Rahmen des Projekts Profilschärfung durch Öffnung werden in begrenztem Maße auch jüdische und muslimische Schülerinnen aufgenommen. Letztere besuchen den islamischen Religionsunterricht bzw. den Islamunterricht, der im Rahmen eines Schulversuches des Bundeslandes Hessen bis zur 10. Klasse angeboten wird.

### Patinnenarbeit
Jede fünfte Klasse bekommt zur Einschulung für die Zeit in der Stufen 5 und 6 zwei Schülerinnen der neunten Jahrgangsstufe zugeordnet, die ihnen dabei helfen sollen, sich auf der neuen Schule zurechtzufinden und als Ansprechpartnerinnen bei Problemen innerhalb der Klasse dienen. Außerdem sind sie für die Gestaltung unterschiedlicher Feste mit zuständig.

### Medienscouts
Die „Medienscouts“ sind ein Projekt der Marienschule, das sich im Stil der Peer-Education dem Thema „Umgang mit Neuen Medien“ widmet. Hierzu werden Schülerinnen der 8. und 9. Klasse in Schwerpunkten, wie WhatsApp-Stress, Cybermobbing etc. geschult und erarbeiten diese Inhalte wiederum mit jüngeren Schülerinnen selbstständig. Diese Impulse werden von den Klassen zur weiteren Erarbeitung des Themas aufgenommen oder als Basis für eine weitere Zusammenarbeit mit den Medienscouts genutzt.

### Sprachreisen
- Montpellier, Frankreich (LSF Sprachschule)
- Kilkenny, Irland
- Sevilla, Spanien[8]

### Erasmus+
Europäisches Projekt "Manga United" zusammen mit dem Aristoteleio Kollegio in Thermi, Griechenland (bei Thessaloniki). Erstellt wird ein Manga zu den Themen Migration und Umweltschutz, unterstützt von der ehemaligen Marienschülerin und bekannten Mange-Künstlerin Christina Plaka.

## Bekannte Schülerinnen
- Christina Plaka (* 1983), deutsche Comiczeichnerin, Abitur 2002[9]
- Viviana Grisafi (* 1998), deutsche Popsängerin